# Oscar Swartz
Per Oscar Swartz, född 1 december 1959 i Solna, är en svensk IT-entreprenör, samhällsdebattör och skribent med frihetlig och libertariansk profil. Han har som entreprenör varit medgrundare till QX och Bahnhof samt lanserade 1999 det tidiga beställtrycksförlaget Periskop. Samhällsdebattören Swartz har hörts ämnen som fildelning, nätintegritet, FRA-lagen och den svenska sexköpslagen, och politiskt har han hörts i samband med både Piratpartiet och Sverigedemokraterna.

## Biografi

### Bakgrund och tidiga studier
Swartz är sonsonsson till Carl Swartz och syssling till Eva Swartz och Richard Swartz.
I slutet av 1970-talet läste Swartz datavetenskap vid Göteborgs universitet och därefter ryska vid Uppsala universitet. Från 1980 var han doktorand i företags- och nationalekonomi vid Handelshögskolan i Stockholm respektive Columbia University i New York. Åren 1984–1986 verkade han även som lärare eller pedagogiskt assistent på Handelshögskolan i Stockholm, varefter han bidrog i liknande roller på Columbia alternativt City University of New York fram till 1991.
Swartz var 1995 en av grundarna av gaytidskriften QX, som också drivit nätgemenskapen Qruiser. Där satt han i QX-förlagets styrelse åren 1995–1999 samt i tidningen QX:s styrelse från 2005 till 2008.
Swartz var en tidig internetpionjär och grundade 1994 internetleverantören Bahnhof. Efter interna stridigheter lämnade han 2004 företaget. Mellan 1999 och 2001 drev han Periskop Förlag, ett tidigt print-on-demand-förlag som drabbades av IT-bubblan.

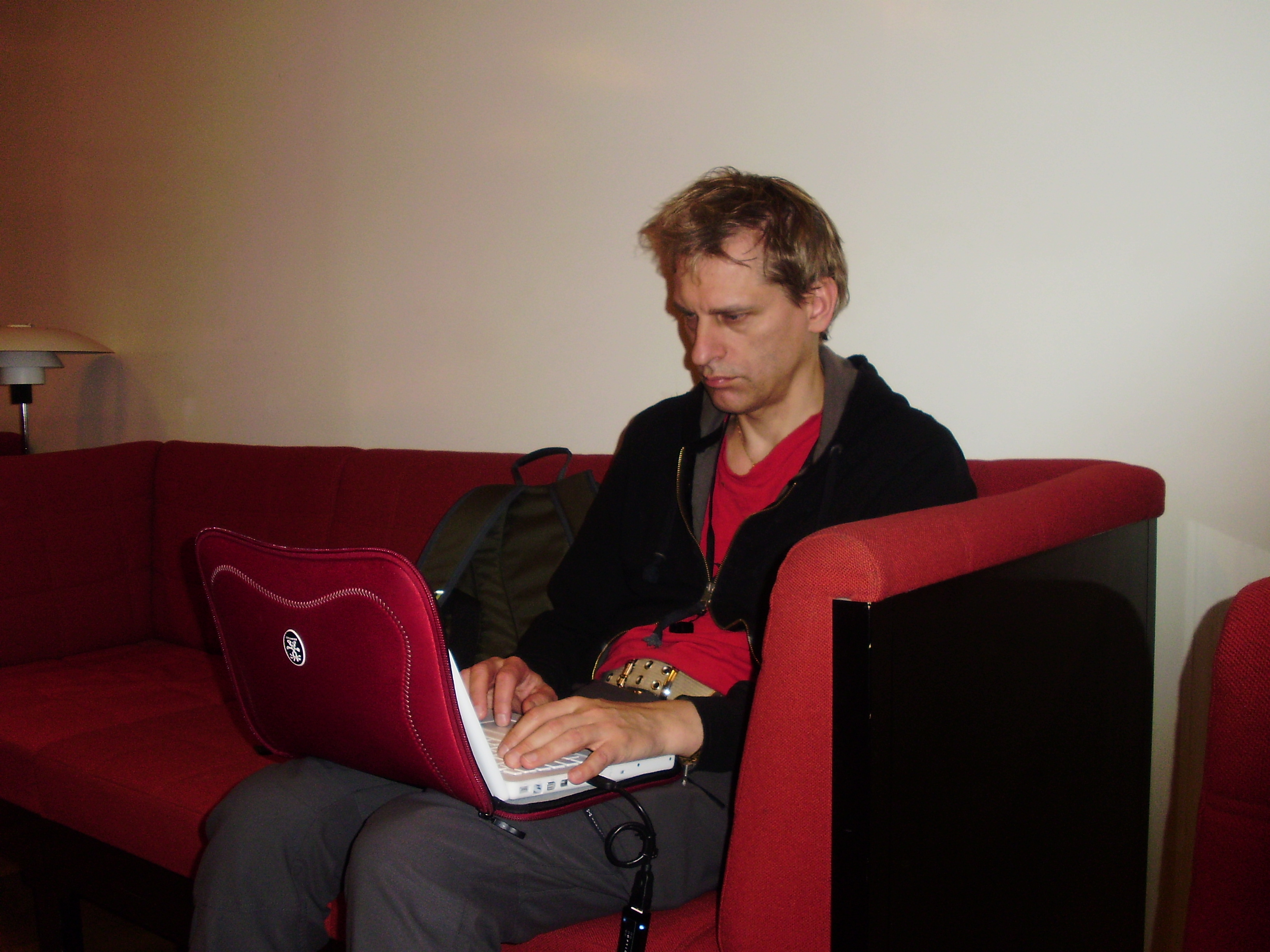
Oscar Swartz under Pirate Bay-rättegången 2009.

Swartz skrev mellan juli 2005 och december 2011 bloggen Texplorer, där han bevakar aktuella händelser inom främst IT, kommunikationsfrihet, nätintegritet, fildelning, immaterialrätt och piratkopiering. Swartz inte bara kommenterar utan bloggar journalistiskt och presenterar information och fakta som inte tagits upp i media tidigare.
Swartz har också författat två rapporter för den liberala tankesmedjan Timbro. Han har i sin blogg propagerat för det år 2006 grundade Piratpartiet. Senare har han varit aktiv i andra partier; 2014 presenterade han sig både som homosexuell och sverigedemokratisk sympatisör.
I januari 2006 började Oscar Swartz som krönikör i Computer Sweden, vilket han i juli 2011 fortfarande var. Senare har han bidragit med opinionsbildande material via 5 juli-stiftelsens blogg Femte juli, som han driver tillsammans med Henrik Alexandersson. Mellan 2013 och 2023 var han ordförande för stiftelsen.
Under 2020-talet har Swartz återupptagit sina studier. Detta skedde via en masterutbildning i genusvetenskap vid Umeå universitet följd av en annan masterutbildning vid Brunei University of London. Han är numera (2025) bosatt i Hedemora.

## Swartz som debattör
Swartz anser sig ha myntat termen Bodströmsamhället. I juni 2006 publicerade han rapporten Marschen mot Bodströmsamhället, där han analyserar den totala effekten av genomförda och föreslagna lagar som har med övervakning av kommunikation att göra. Uppföljaren Alternativ till Bodströmsamhället kom i februari 2008. Han menar att justitieminister Thomas Bodström medvetet vilselett allmänheten om vad lagarna innebär och målar upp en delvis skrämmande bild av myndigheternas möjligheter att övervaka stora delar av folket. Han krävde i rapporten att konstitutionsutskottet skulle granska Bodströms agerande i EU för att få igenom datalagringsdirektivet.
Under 2007 engagerade sig Swartz mycket i opinionsbildning mot den så kallade FRA-lagen. Lagförslaget lades fram av försvarsminister Mikael Odenberg (M) och skulle bland annat implementera avlyssning av all kabelburen telefoni- och internettrafik som passerar Sveriges nationsgräns. FRA-lagen gick igenom den 18 juni 2008.

### Kritik av sexköpslagen
Swartz är kritisk till den svenska sexköpslagen, bland annat eftersom han anser den vara en "morallag". Detta har han tydliggjort i en debattartikel i Expressen, skriven tillsammans med Alexander Bard, samt senare i en opinionstext i nättidskriften Kvartal.
2024 bidrog han med texten "Vändpunkten: 30 juni 1976" till Timbros historiska artikelantologi Individ och kollektivism, vilken i texter av olika författare presenterar den svenska samhällsutvecklingen från 1968 till 1988. Swartz' text koncentrerar sig på hur det alltmer jämställda Sverige också utvecklats till ett, enligt Swartz, allt mer sexualfientligt land.

## Utmärkelser
9 juli 2008 tilldelades Swartz Nyhetspriset för medborgarjournalistik av TV 4:s Politikerbloggen och Prime PR i samband med Almedalsveckan på Gotland.